# Madeleinekirken
L'église de la Madeleine, L'église Sainte-Marie-Madeleine eller bare La Madeleine (fransk for St Maria Magdalenas kirke), også kaldet Madeleinekirken er en kirke i Paris. Den er konstrueret som et tempel på befaling fra Napoleon.
Der blev gjort tre forsøg på at bygge en kirke på dette sted. Første gang i 1764 af Pierre Contant d'Ivry, som begyndte opførelsen af en kirke i sen barokstil. Da d'Ivry døde i 1777 blev han erstattet af Guillaume-Martin Couture, som bestemte sig for at begynde bygningen på ny og rev den ufærdige kirkebygning ned. Da Den franske revolution kom, var kirken langt fra færdig, blot fundamentet var blevet bygget. Den nye revolutionære regering vurderede mange formål bygningen kunne tjene det nye revolutionære Frankrig bedst, blandt andet som bibliotek, balsal og markedsplads.
I 1806 bestemte kejser Napoleon sig for at bygge Temple de la Gloire de la Grande Armée (tempel til ære for La Grande Armée (den "store armé")), og det daværende fundament blev revet ned og arbejdet begyndte på ny.
Efter Napoleons fald vedtog det nye franske styre at benytte bygningen som kirke, selv om det var foreslået at lave den om til jernbanestation.
Det var i denne kirke, at Camille Saint-Saëns var organist. Frédéric Chopins begravelse blev afholdt her.

## Orgel og organister
Kirken har et berømt orgel bygget af Aristide Cavaillé-Coll i 1845. Det blev restaureret af Cavaille-Colls efterfølger Charles Mutin i 1927, som også øgede tangentrækken til 56 toner. Modifikationer af lyden blev udført af Roethinger, Danion-Gonzalez og Dargassies i henholdsvis 1957, 1971 og 1988. Stillingen som organist har været tilskrevet mange anerkendte organister og komponister gennem årene:
- 1842-1846 Charles-Alexandre Fessy
- 1847-1858 Louis James Alfred Lefébure-Wely
- 1858-1877 Camille Saint-Saëns
- 1877-1896 Théodore Dubois
- 1896-1905 Gabriel Fauré
- 1905-1934 Henri Dallier
- 1935-1962 Edouard Mignan
- 1962-1968 Jeanne Demessieux
- 1969-1979 Odile Pierre
- 1979- François-Henri Houbart

48°52′12″N 2°19′27″Ø / 48.87000°N 2.32417°Ø